# Тепло студеної землі
«Тепло студеної землі» — радянський двосерійний телефільм 1984 року, знятий режисером Миколою Засєєвим-Руденком на Кіностудії ім. О. Довженка

## Сюжет
Герої телефільму — бригадир монтажників Черних та буровий майстер Марич здійснюють найбільш раціональне перевезення обладнання в екстремальних умовах Півночі, впроваджують нову прогресивну технологію буріння.

## У ролях
- Андрій Градов — Олег Марич, буровий майстер
- Юрій Прокоф'єв — Микола Черних, бригадир монтажників
- Григорій Абрикосов — Антон Миколайович Глибчак, головний інженер експедиції
- Іван Гаврилюк — Іван Подбєлов
- Людмила Шевель — Галя
- Євдокія Назіна — Маша
- Володимир Гусєв — Лопшин, парторг
- Олександр Бєліна — Андрій Стародубцев
- Олександр Мілютін — Олександр Казанкін
- Віктор Степаненко — Степан Кірін
- Олексій Колесник — Васін
- Ігор Слобідський — Рафат Джавадов
- Михайло Ігнатов — Петро Чижиченко
- Людмила Сосюра — Ольга Ігнатівна Круглова
- Олена Кондулайнен — Світлана, дружина Марича
- Олександр Агєєнков — буровик
- А. Акжикітова — секретар Глибчака
- Х. Кадиралієв — буровик
- В. Касьянов — епізод
- Олександр Дробишев — епізод
- Є. Коновалова — епізод
- Олександр Костильов — гітарист
- Т. Молданов — епізод
- Тетяна Слобідська — журналістка
- Даша Склярова — Оксана, дочка Марича
- Микола Рушковський — член комісії

## Знімальна група
- Режисер — Микола Засєєв-Руденко
- Сценаристи — Іван Гончаренко, Віталій Копитов
- Оператор — Микола Журавльов
- Композитор — Іван Карабиць